# Cynortula biprocurvata
Cynortula biprocurvata is een hooiwagen uit de familie Cosmetidae.